# Prinsesse Marie Gabrielle af Luxembourg
Prinsesse Marie-Gabrielle af Luxembourg (Marie-Gabrielle Aldegunde Wilhelmine Louise; født 2. august 1925 på Schlass Bierg, Luxembourg, død 9. februar 2023 på Ledreborg)  var en luxembourgsk prinsesse, der var tredje datter og fjerde barn af storhertuginde Charlotte (1896–1985) og prins Felix af Bourbon -Parma (1893–1970). Grundet sit ægteskab med grev Knud Johan Ludvig af Holsten-Ledreborg boede hun store dele af sit liv i Danmark.

## Tidligt liv
Prinsesse Marie-Gabrielle blev født på Schlass Bierg, Colmar-Berg, Luxembourg, som prinsesse af Luxembourg, prinsesse af Nassau, prinsesse af Bourbon-Parma.
Før den tyske invasion 10. maj 1940 under 2. verdenskrig forlod storhertugfamilien Luxembourg og søgte tilflugt i Portugal efter at have modtaget transitvisa fra den portugisiske konsul Aristides de Sousa Mendes i juni 1940. De ankom til Vilar Formoso den 23. juni 1940. Efter at have rejst gennem Coimbra og Lissabon, boede familien først i Cascais, i Casa de Santa Maria, ejet af Manuel Espírito Santo, som dengang var honorær konsul for Luxembourg i Portugal. I juli flyttede de til Monte Estoril og boede på Chalet Posser de Andrade.
Den 10. juli 1940 gik prinsesse Marie Gabrielle, sammen med sin far prins Félix, hendes søskende, arvelig storhertug Jean, prinsesse Elisabeth, prinsesse Marie Adelaide, prins Charles og prinsesse Alix, barnepige Justine Reinard og chaufføren Eugène Niclou, sammen med hans kone Joséphine, ombord på SS Trenton på vej mod New York City. For ikke at udfordre USA's daværende neutralitet, flyttede familien til Canada. Under deres ophold i landet gik Marie-Gabrielle og hendes søstre på Collège Jesus-Marie de Sillery i Québec, og slog sig ned i Villa Saint-Joseph, hvor deres tante prinsesse Zita af Bourbon-Parma, kejserinde af Østrig, boede og var vært for dem. Efterfølgende, i 1943, slog prinsesse Marie-Gabrielle sig ned i Storbritannien, hvor hun sammen med sine søstre meldte sig frivilligt til det britiske Røde Kors. 
To år senere, 17. april 1945, vendte hun tilbage til efterkrigstidens Luxembourg med sine søstre og bror Charles. Senere studerede prinsesse Marie-Gabrielle skulpturkunst hos Auguste Tremont. i 1950 udstillede hun sine værker på Salon des Animaliers i Paris under pseudonymet "Mademoiselle de Clervaux".
Prinsesse Marie-Gabrielle blev gudmor til den kommende storhertug Henri, født i 1955. 

## Ægteskab og familie
Prinsesse Marie-Gabrielle mødte sin kommende mand, grev Knud Johan Ludvig af Holsten-Ledreborg (2. oktober 1919 – 25. juni 2001), efterkommer af grev Ludvig Holstein-Ledreborg, ved hendes onkel prins René af Bourbon-Parmas og prinsesse Margrethe af Danmarks sølvbryllup i 1946. Det blev fejret på Bernstorffshøj, der var hjem Prins Axel af Danmark. 
De giftede sig borgerligt den 5. november 1951 og religiøst dagen efter på Berg Slot. Familien slog sig ned i Ledreborg.
De havde syv døtre:
- Grevinde Monica Charlotte Louise Maria (født 29. juli 1952), gift i 2003 med Henrik de Dompierre de Jonquieres
- Grevinde Lydia Marie Adelaide (født 22. februar 1955), giftede sig den 8. august 1980 med prins Erik af Bourbon-Parma (1953–2021)
- Grevinde Veronica Birgitte Marie (født 19. januar 1956), giftede sig den 18. august 1979 med François de Pottere.
- Grevinde Silvia Charlotte Marie (født 1. januar 1958), giftede sig den 4. august 1979 med John Munro af Foulis.
- Grevinde Camilla Josephine Marie (26. februar 1959 – 4. juli 2010), giftede sig den 11. januar 1986 med baron Eric Bertouch-Lehn.
- Grevinde Tatiana Alix Marie (født 25. april 1961), giftede sig den 14. august 1999 med Mark von Riedemann.
- Grevinde Antonia Charlotte Marie Jeannette (født 19. juni 1962), blev nonne i Emmanuel-samfundet i 1992.

## Død
Prinsesse Marie-Gabrielle døde på Ledreborg Slot 9. februar 2023 i en alder af 97.     Årsagerne til hendes død blev ikke specificeret. Meddelelsen om hendes død blev offentliggjort på den luxembourgske storhertugelige families hjemmeside. Hun var det sidste overlevende barn af storhertuginde Charlotte og prins Felix.
Prinsesse Marie-Gabrielles begravelse fandt sted 18. februar 2023 på Ledreborg Slot. Storhertug Henri deltog også.